# 成吉思汗：征服到地與海的盡頭
《成吉思汗：征服到地與海的盡頭》（日語：蒼き狼 地果て海尽きるまで），是日本與蒙古合作，描繪蒙古族的英雄成吉思汗一生的電影。原作是森村誠一的小說《直至天涯海角》。

## 主要演員
- 反町隆史 - 成吉思汗（臺灣配音：官志宏）
- 菊川怜 - 孛兒帖
- 若村麻由美 - 訶額倫
- 高雅羅（新人） - 忽蘭
- 松山研一 - 朮赤（臺灣配音：何志威）
- 平山祐介 - 札木合（臺灣配音：梁興昌）
- 池松壮亮 - 成吉思汗的少年時代
- 武石愛未 - 孛兒帖的少女時代

＊臺灣龍祥時代電影台播映時，中文配音名單：官志宏、陶敏嫻、馮美麗、梁興昌、陳幼文、李景唐、何志威

## 製作人員
- 製作委員会：角川春樹事務所、AEI、松竹、Fields Corporation、FM東京、JFN、讀賣新聞、雅虎日本、H.I.S. 、日本航空等
- 製作者：千葉龍平
- 製片人：岡田裕、徳留義明、大杉明彦、海老原実
- 製作總指揮：角川春樹
- 撮影監督：前田米造

## 評價
召集了2萬名臨時演員，制作費達30億日圓的大作、日本票房收入只有13億日圓。
2007年、獲文春金草莓獎日本十大最差電影第1名。同時，獲得體育報知主辦的蛇莓獎最差電影、最差女演員（菊川怜）、最差新人（Ara）。

## 關聯項目
- 成吉思汗

## 外部連結
- 電影日本官方網站 （页面存档备份，存于）